# My Heart Belongs to Daddy
My Heart Belongs to Daddy – amerykańska piosenka napisana w 1938 roku przez Cole Portera, na potrzeby musicalu Leave it to me!. Jej wykonawcy to m.in. Marilyn Monroe, Eartha Kitt, Violetta Villas, Anita O’Day oraz Ella Fitzgerald.

## Nagrania
- Eartha Kitt (1953)
- Anita O’Day (1959)
- Marilyn Monroe (1960)
- Oscar Peterson (1962)
- Julie London (1965)
- Herb Alpert i Tijuana Brass (1967)
- Violetta Villas (1970)
- Ella Fitzgerald (1972)
- Dee Dee Bridgewater (1997)
- Sophie Milman (2004)